# Saint-Pantaléon-de-Lapleau
Saint-Pantaléon-de-Lapleau è un comune francese di 72 abitanti situato nel dipartimento della Corrèze nella regione della Nuova Aquitania.

## Società

### Evoluzione demografica
Abitanti censiti